# Óscar López Águeda
Óscar López Águeda   (Madrid, 7 d'abril de 1973) és un polític  espanyol, secretari general del  PSOE de Castella i Lleó entre 2008 i 2012, i líder de l'oposició en aquesta comunitat autònoma. Des del 5 de febrer de 2012 fins al 27 de juliol de 2014 va ser també el secretari d'Organització del Partit Socialista Obrer Espanyol. Va ser portaveu del Grup Parlamentari Socialista al Senat des del 22 de juny de 2015 fins que, amb l'arribada de la gestora, va cessar el 10 d'octubre del 2016. Des de setembre de 2024 és ministre de Transformació Digital i Funció Pública.

## Biografia
Encara que nascut a Madrid, està vinculat a la província de Segòvia per ser originària d'allà la seva família materna: especialment amb els municipis de Bercimuel -on el seu avi va ser sastre- i Riaza, on des de nen era tradició familiar passar les temporades estivals i de descans.
És llicenciat en Ciències Polítiques, amb la doble especialitat d'Estudis Internacionals i Administració Pública per la Universitat Complutense de Madrid, havent cursat un any a la Universitat de Newcastle upon Tyne (Regne Unit). Va cursar estudis de Dret que no va finalitzar, ja que va inclinar-se per estudiar un postgrau en Economia Internacional per la Universitat de Newcastle Upon Tyne; també va cursar alguns cursos d'especialització sobre Unió Europea i Dret Internacional.
Afiliat al PSOE des de 1996 va ser assessor del Grup Parlamentari Socialista al Parlament Europeu entre 1997 i 2000, per la seva condició d'expert en Relacions Internacionals. Al seu retorn a Espanya va ser "fitxat" pel nou secretari d'Organització,  José Blanco, que el va nomenar coordinador de la Secretaria d'Organització i Acció Electoral, ja que va ocupar entre setembre de 2000 i juny de 2008. En el 36è Congrés del PSOE (juliol de 2005) es va integrar a la comissió executiva com a vocal. A més, va ser diputat al  Congrés per  Segòvia a la VIII i  IX Legislatures (2004-2011) i portaveu de la Comissió de Control Parlamentari de RTVE, ja que va ser ponent del projecte de llei de reforma del finançament de la Corporació RTVE (121/27).
El 20 de setembre de 2008 va ser designat secretari general del PSOE de Castella i Lleó i, arran d'això, va abandonar els seus càrrecs orgànics en el partit. Va romandre en aquest càrrec fins al 14 d'abril de 2012, quan fou rellevat per Julio Villarrubia Mediavilla i va passar a ser Secretari d'Organització. El 22 d'abril de 2010, Óscar López va anunciar la seva candidatura per a les Eleccions a les Corts de Castella.
Amb l'arribada de Pedro Sánchez al govern el 2018 va abandonar el Senat en ser nomenat president de l'empresa pública Paradores de Turismo de España. El juliol del 2021 va ser investit per Sánchez com a director del Gabinet de la Presidència del Govern, principal assessor polític del cap de l'Executiu espanyol.

### Ministre de Transformació Digital i Funció Pública
El 6 de setembre de 2024 fou nomenat ministre de Transformació Digital i Funció Pública del tercer Govern de Pedro Sánchez en substitució de José Luis Escrivá Belmonte, nomenat governador del Banc d'Espanya.